# George Hepplewhite

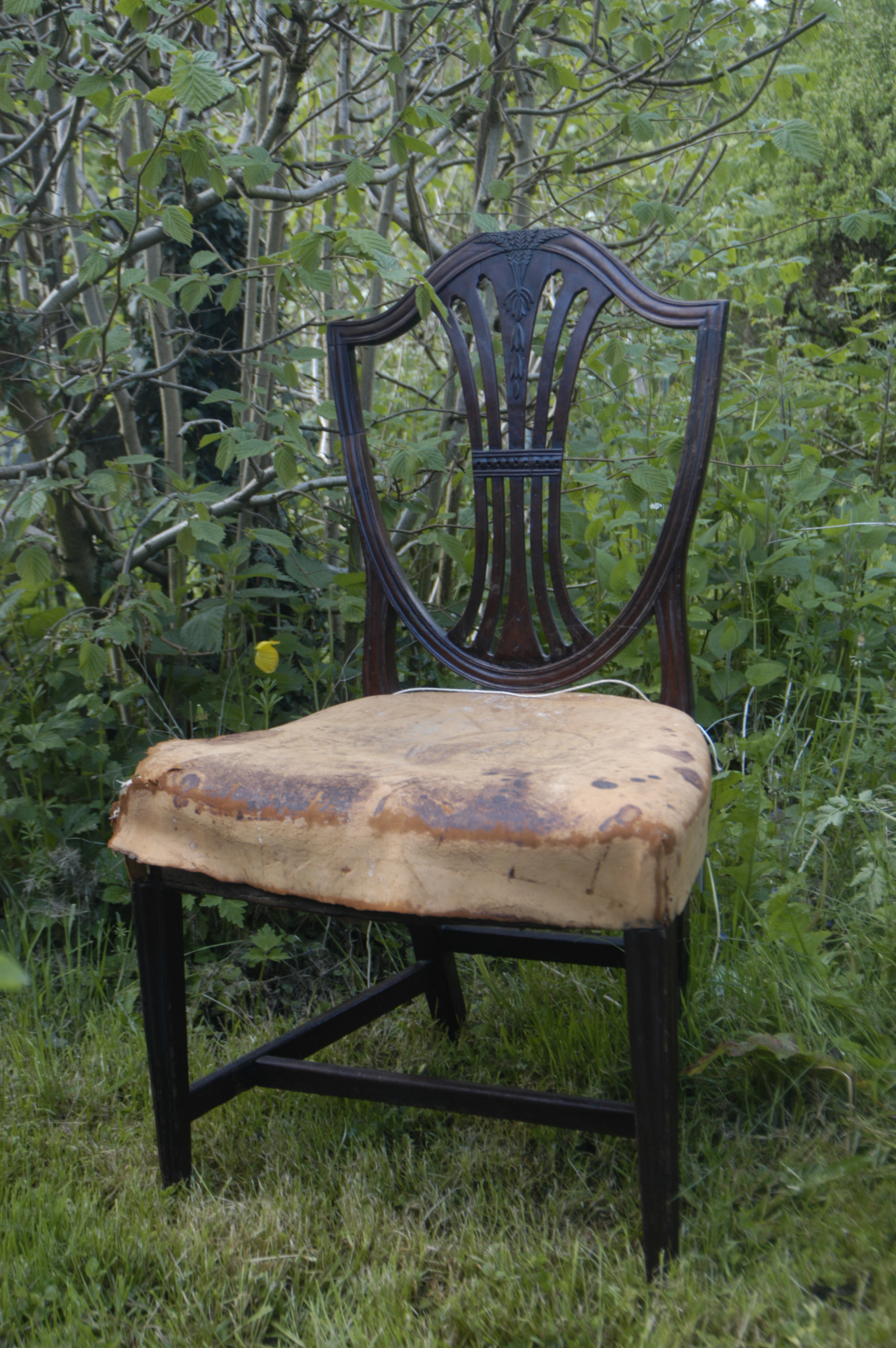
Stuhl, hölzernes Gestell, gepolsterte Sitzfläche und geschnitzte für Hepplewhite typische schildförmige Rückenlehne.

George Hepplewhite (* 1727; † 21. Juni 1786 in London) war ein englischer Kunsttischler.

## Leben
Hepplewhite zählt zu den Big Three; zusammen mit Thomas Chippendale und Thomas Sheraton war er als Möbelhersteller stilprägend für die zweite Hälfte des 18. Jahrhunderts.
Die Möbel Hepplewhites waren u. a. zierliche Stühle aus Mahagoni und entsprachen dem Louis-Seize-Stil. Sie weisen oft leicht geschwungene Linien auf, eine Anlehnung an Chippendale. Im Vergleich zu letzterem wirken Hepplewhites Entwürfe leichter, zierlicher und eleganter, was unter anderem an seiner Holzauswahl (Mahagoni oder indisches Satinholz) lag.
Genau wie Thomas Chippendale fasste Hepplewhite seine Möbelentwürfe in einem Handbuch für Schreiner zusammen, das 1788 nach seinem Tod unter dem Titel „The Cabinet-Maker and Upholsterer's Guide“ erschien. Das Buch wurde insgesamt in drei Auflagen verbreitet.

## Schriften (Auswahl)
- The Cabinet-Maker and Upholsterer's Guide. Dowes Publ., Newburyport 2013, ISBN 978-0-486-22183-0 (unveränd. Nachdr. d. Ausg. London 1788).